# Arzamaszi járás

Az Arzamaszi járás a Nyizsnyij Novgorod-i területen

Az Arzamaszi járás (oroszul Арзамасский район) Oroszország egyik járása a Nyizsnyij Novgorod-i területen. Székhelye Arzamasz.

## Népesség
- 1989-ben 54 491 lakosa volt.
- 2002-ben 46 086 lakosa volt.
- 2010-ben 43 723 lakosa volt, melynek 96,7%-a orosz.

| Lakosok száma | 97 837 | 78 800 | 54 491 | 43 606 | 43 723 | 43 225 | 42 409 | 41 807 | 40 890 | 41 767 |
|               | 1939   | 1970   | 1989   | 2008   | 2010   | 2012   | 2014   | 2017   | 2019   | 2021   |